# Горка (Владимирська область)
Горка (рос. Горка) — селище у Кіржацькому районі Владимирської області Російської Федерації.
Входить до складу муніципального утворення Горкінське сільське поселення. Населення становить 1125 осіб (2010).

## Історія
Населений пункт розташований на землях фіно-угорського народу мещери.
Від 10 квітня 1929 року належить до Кіржацького району, утвореного в складі Александровського округу Івановської промислової області з частини території Александровського повіту Владимирської губернії. З 11 березня 1936 року до 14 серпня 1944 року у складі Івановської області, відтак поселення перейшло до складу новоутвореної Владимирської області.
Згідно із законом від 27 травня 2005 року входить до складу муніципального утворення Горкінське сільське поселення.

## Населення
| 2002 | 2010  |
| ---- | ----- |
| 1076 | ↗1125 |